# Lực lượng thân Nga tại Ukraine
Lực lượng thân Nga tại Ukraine, chủ yếu là lực lượng quân đội nhân dân của Cộng hòa Nhân dân Donetsk (DPR) và Cộng hòa Nhân dân Luhansk (LPR), là một lực lượng bán quân sự thân Nga tại vùng Donbas. Bị Ukraina coi là khủng bố. Lực lượng quân sự ly khai thân Nga hoạt động dưới sự chỉ huy của Liên Bang Nga, và còn được gọi là Lực lượng ủy quyền của Nga. Lực lượng này hoạt động trong Chiến tranh Donbas (2014–2022), giai đoạn đầu của cuộc chiến tranh Nga-Ukraina. Sau đó tiếp tục hỗ trợ lực lượng quân đội Nga chống lại quân đội Ukraina khi quân Nga mở chiến dịch đặc biệt tại Ukraina năm 2022. Ngày 29 tháng 3 năm 2023, người đứng đầu Cộng hòa nhân dân Lugansk, Leonid Pasechnik đã ký nghị định giải thể lực lượng Dân quân Nhân dân CHND Lugansk. Đến ngày 14 tháng 5 năm 2024, người đứng đầu Cộng hòa Nhân dân Donetsk cũng ra quyết định giải thể tương tự.
Lực lượng ly khai thân Nga được hình thành trong cuộc bất ổn tại Ukraina năm 2014. Lực lượng quân đội nhân dân Donbas được thành ập vào tháng Ba năm 2014 bởi Pavel Gubarev, người tự xưng là "Thống đốc Nhân dân" của tỉnh Donetsk, trong khi quân đội của Đông Nam được thành lập tại tỉnh Luhansk. Chiến tranh Donbas bắt đầu vào tháng 4 năm 2014 sau khi các nhóm này chiếm giữ các tòa nhà chính phủ Ukraine ở Donbas, khiến quân đội Ukraine tiến hành Chiến dịch chống khủng bố chống lại họ.
Trong cuộc chiến tranh Donbas, các nhóm cực hữu thân Nga đã tham gia rất nhiều vào việc tuyển mộ quân đội, nhiều nhà hoạt động cực hữu đã tham gia cùng họ và thành lập các đơn vị tình nguyện.
Lực lượng bán quân sự ly khai được hỗ trợ và là lực lượng ủy nhiệm của Lực lượng vũ trang Nga. Ukraine, Hoa Kỳ và một số nhà phân tích cho rằng họ nằm dưới sự chỉ huy của Quân đoàn vũ trang kết hợp Cận vệ số 8 của Nga. Mặc dù chính phủ Nga thường phủ nhận sự liên quan trực tiếp, nhưng bằng chứng lại cho thấy điều ngược lại. Phe ly khai thừa nhận đã nhận vũ khí và vật tư từ Nga, được huấn luyện ở đó và có hàng nghìn công dân Nga trong hàng ngũ của họ. Đến tháng 9 năm 2015, các đơn vị ly khai, ở cấp tiểu đoàn trở lên, hoạt động dưới sự chỉ huy của các sĩ quan Quân đội Nga. Vào năm 2023, Nga công nhận những quân nhân ly khai chiến đấu trong cuộc chiến tranh Donbas đủ điều kiện để nhận được tư cách cựu chiến binh Nga.

## Lịch sử

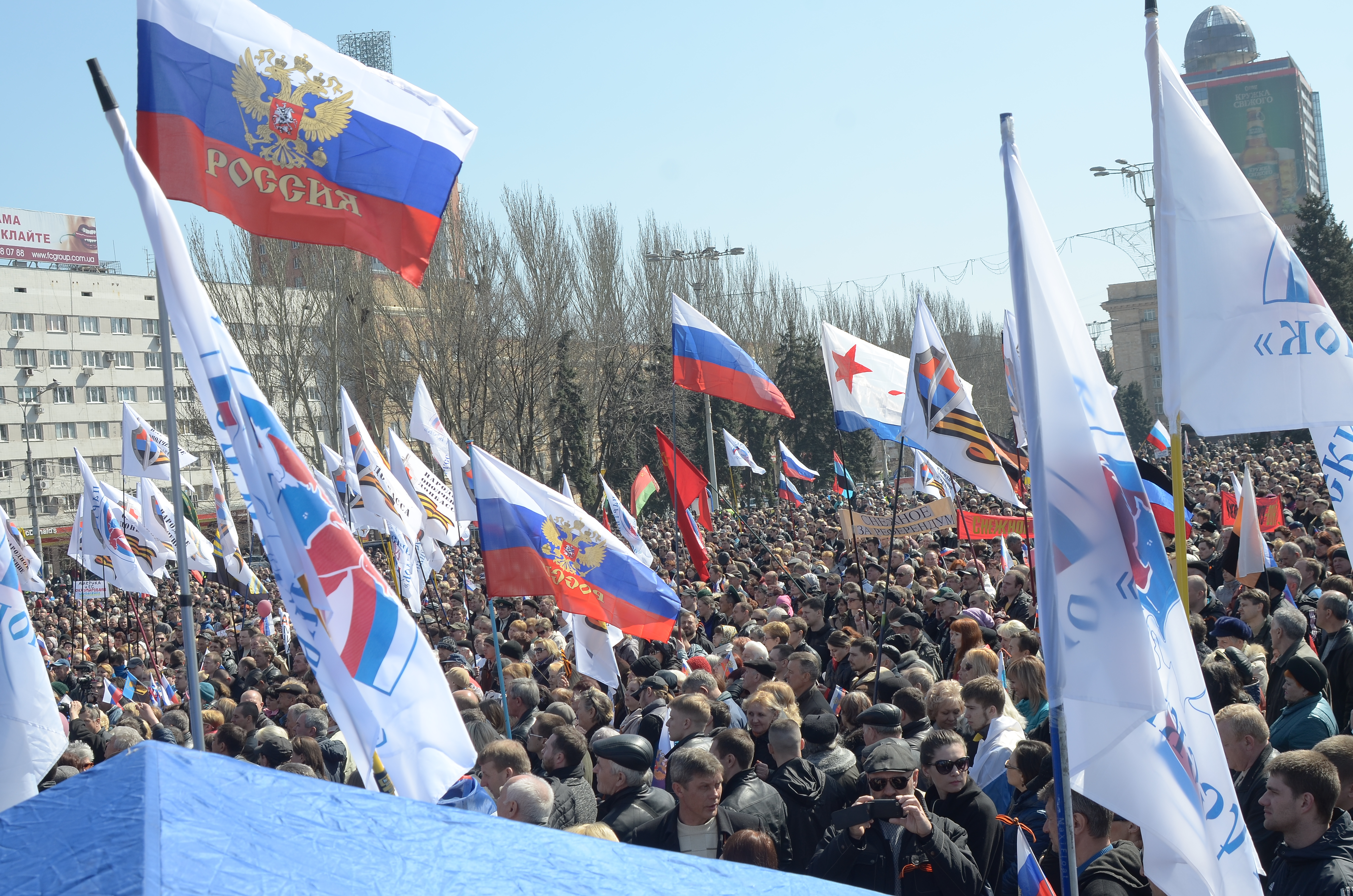
Cuộc biểu tình ủng hộ Nga ở Donetsk vào ngày 6 tháng 4 năm 2014

### Chiến tranh Donbas

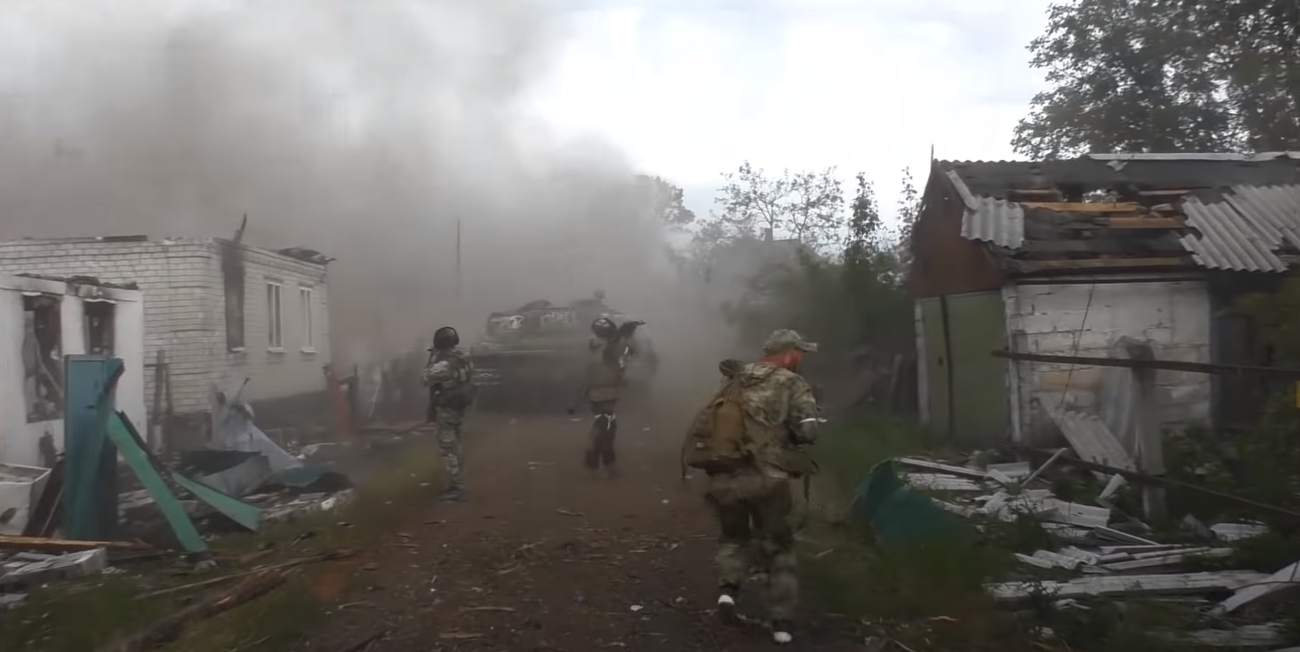
Lực lượng dân quân trong trận Lysychansk.

Vào ngày 12 tháng 4, các thành viên vũ trang của Dân quân Nhân dân Donbas đã chiếm giữ các tòa nhà chính phủ ở Kramatorsk và Sloviansk, và thiết lập các trạm kiểm soát và rào chắn. Cùng ngày, các cựu thành viên của đơn vị Donetsk "Berkut" đã gia nhập hàng ngũ Dân quân Nhân dân Donbas.
Vào ngày 13 tháng 4, chính phủ Ukraine mới thành lập đã ra hạn chót cho phe ly khai phải giải giáp vũ khí nếu không sẽ phải đối mặt với một "chiến dịch chống khủng bố toàn diện" trong khu vực. Cuối ngày hôm đó, những báo cáo đầu tiên đưa ra về giao tranh giữa dân quân nhân dân và quân đội Ukraine gần Sloviansk, với thương vong cho cả hai bên. Ngày 14 tháng 4, các thành viên của Dân quân Nhân dân Donbas đã chặn pháo phản lực phóng loạt BM-21 của quân đội Ukraina tiến vào thành phố. Ngày 15 tháng 4, một "Chiến dịch chống khủng bố" đã được chính phủ Ukraine phát động nhằm mục đích khôi phục quyền lực của họ đối với các khu vực bị dân quân chiếm giữ.

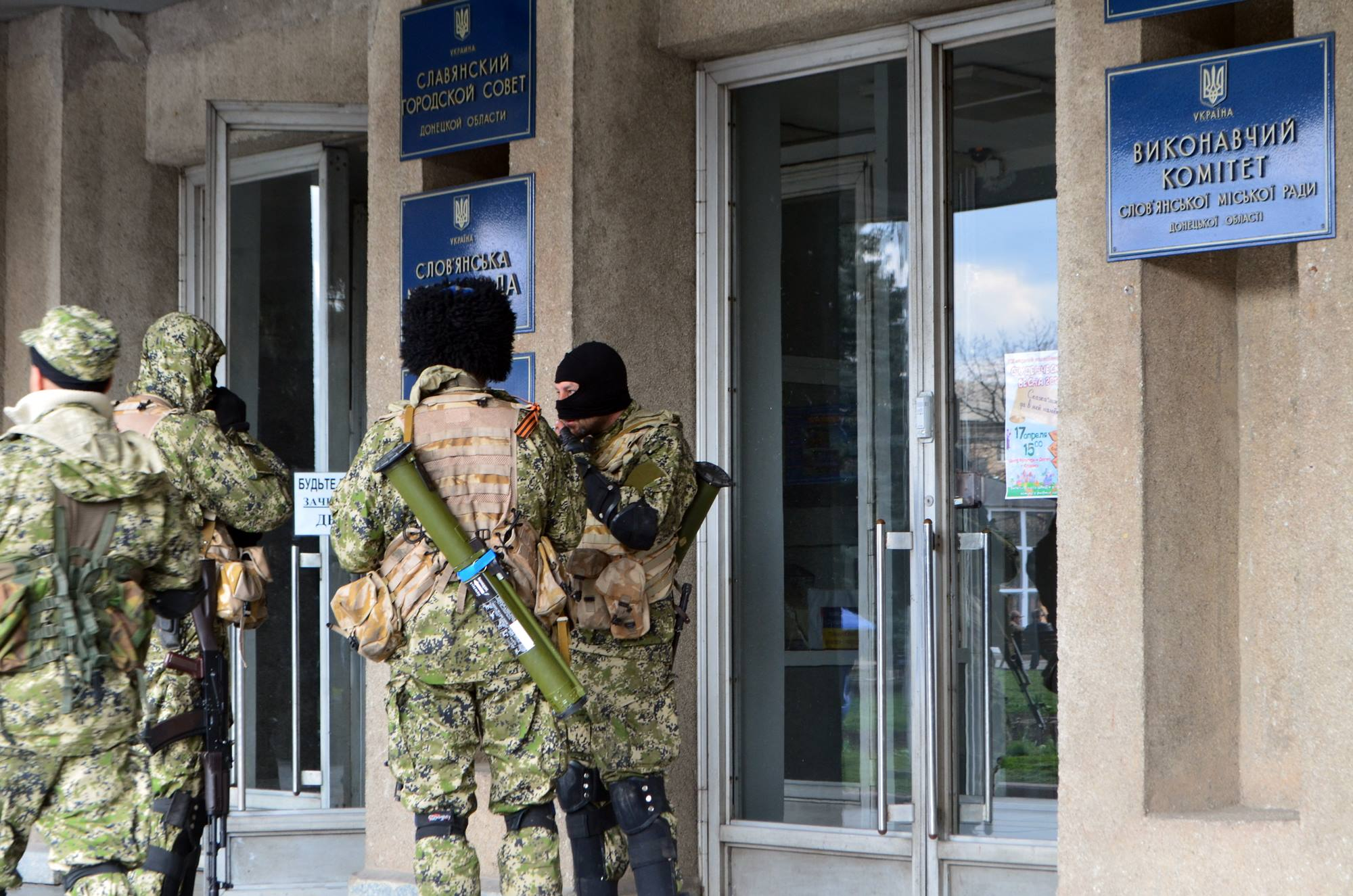
Hội đồng thành phố Sloviansk bị kiểm soát ngày 14 tháng Tám năm 2024

Bgày 16 tháng 4, lực lượng dân quân tiến vào Sloviansk với sáu xe chiến đấu bộ binh đổ bộ đường không BMD mà thu được từ Trung đoàn dù số 25 quân đội Ukraina đã chuyển sang đứng về phía hàng ngũ dân quân. Một đoàn quân của Ukraine đã bị tước vũ khí sau khi các phương tiện bị người dân địa phương ở Kramatorsk phong tỏa. Dân quân cũng thu được pháo cối tự hành 120 mm 2S9 "Nona-S".

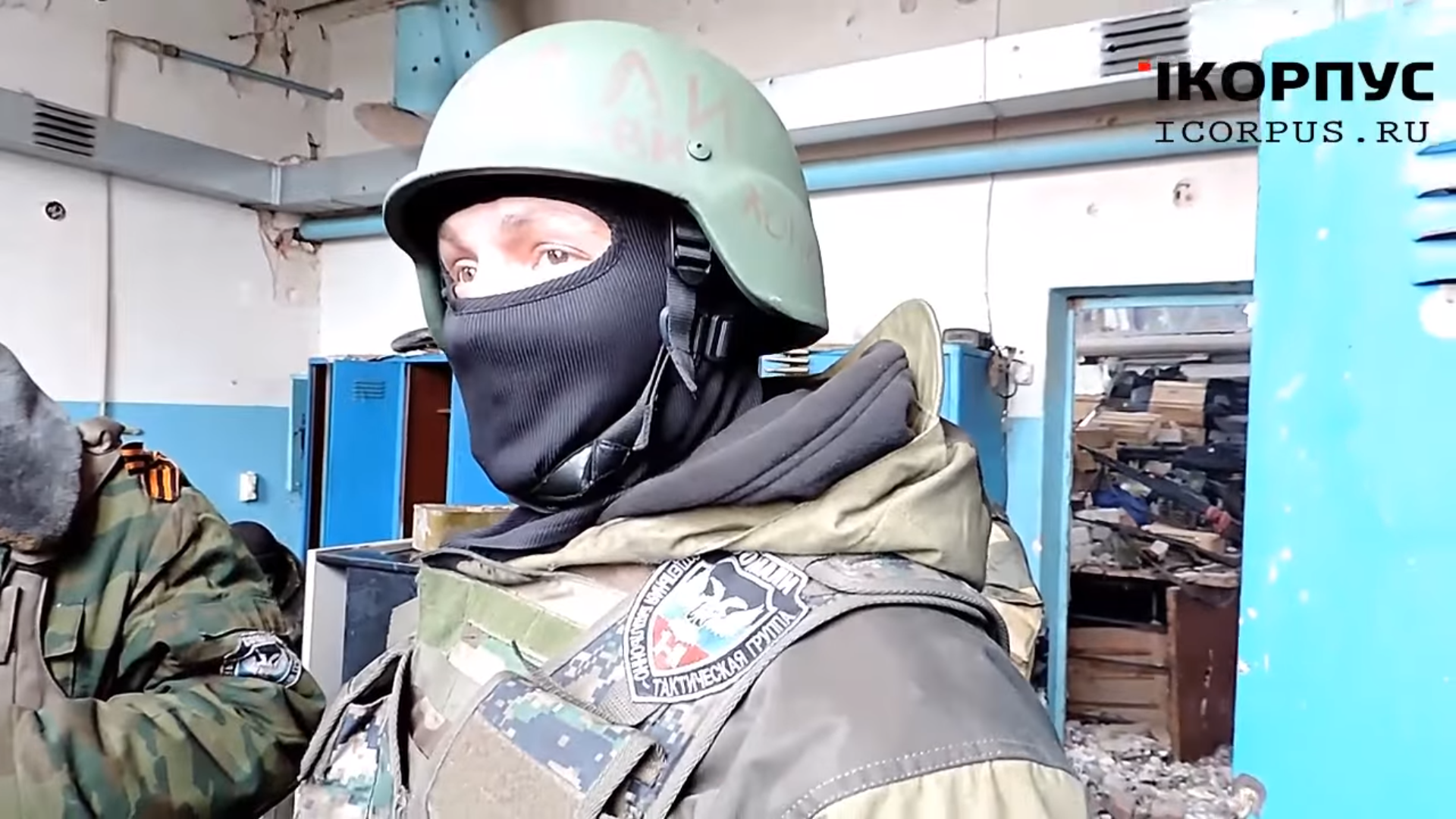
Lính của Tiểu đoàn Somali trong trận chiến sân bay Donetsk lần thứ 2

Ngày 15 tháng 5, Dân quân Nhân dân Donbas gửi tối hậu thư cho Kiev. Họ yêu cầu rút toàn bộ quân Ukraine khỏi tỉnh Donetsk. Vào ngày 17 tháng 5, một số thành viên của lực lượng dân quân đã tịch thu hai xe bọc thép không vũ trang BRDM từ Severodonetsk và Lysychansk (tỉnh Luhansk) Vào ngày 22 tháng 5, Nhà nước Liên bang Novorossiya được tuyên bố thành lập. Vào ngày 23 tháng 5, lực lượng dân quân đã bắt giữ một chiếc xe bọc thép không vũ trang trinh sát BRDM-RKh tại Loskutovka (tỉnh Luhansk).
Tính đến tháng 7 năm 2014, ước tính dân quân phe ly khai có lực lượng khoảng 10.000–20.000 binh lính.
Lực lượng dân quân bị nhiều người nghi ngờ có liên quan đến vụ bắn rơi máy bay dân sự Malaysia Airlines Flight 17 vào ngày 17 tháng 7 năm 2014.

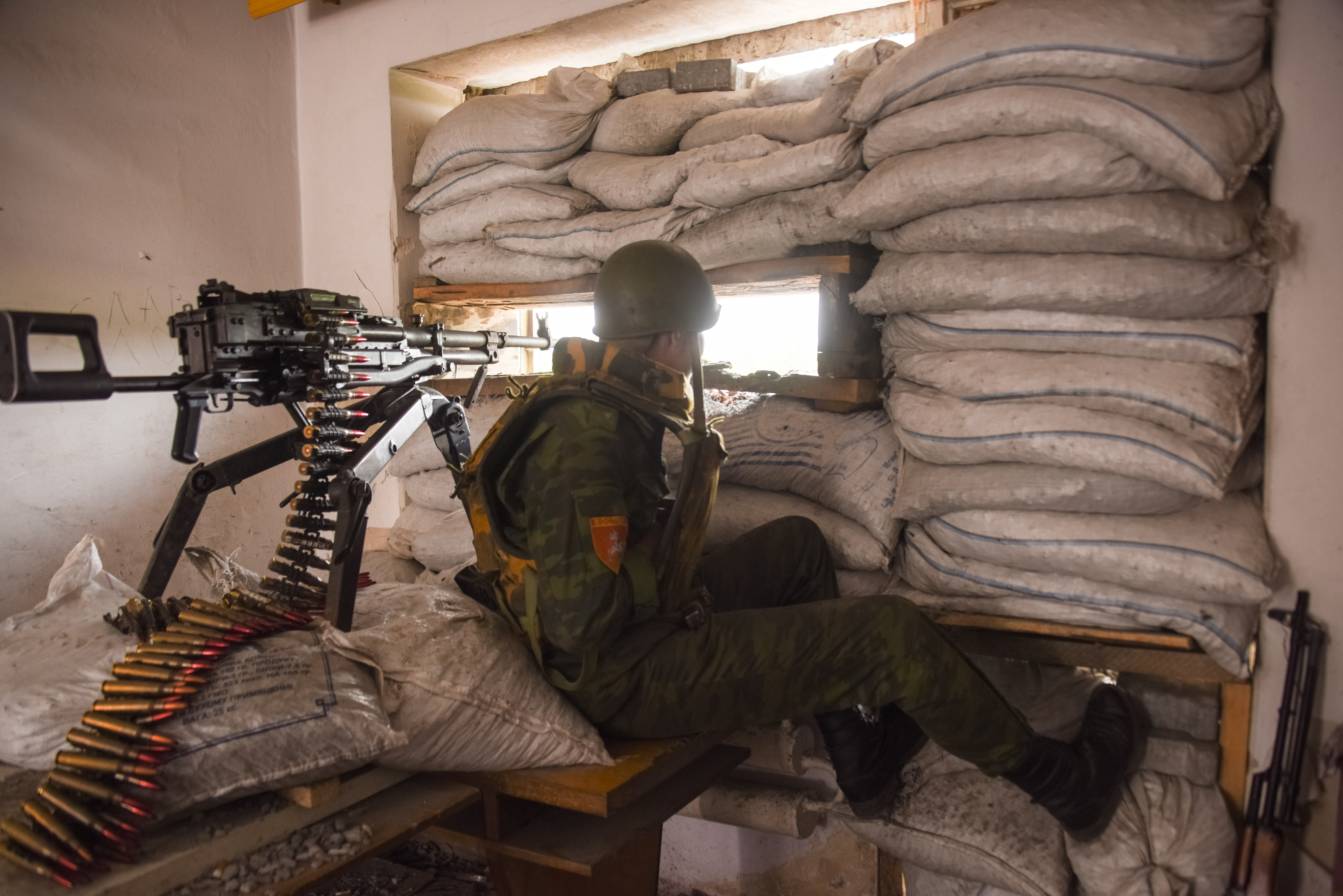
Một người lính dân quân bên trong chỗ cố thủ của mình, Donetsk, 5/2015

Vào ngày 8 tháng 8, dân quân tuyên bố rằng sau các trận chiến gần biên giới Nga, họ đã thu được 67 thiết bị quân sự trong các tình trạng khác nhau (thiết bị có thể sử dụng được, thiếu đạn dược hoặc nhiên liệu, có lỗi, hư hỏng trong trận chiến và hoàn toàn không sử dụng được), trong đó có 18 pháo phản lực phóng loạt "Grad", 15 xe tăng và xe bọc thép chở quân, lựu pháo, MANPADS, v.v. Tính đến ngày 12 tháng Tám, lực lượng dân quân đã trang bị ít nhất là 200 xe bọc thép.
Tháng 7 và đầu tháng 8 là thảm họa đối với lực lượng dân quân, khi nhiều nhà phân tích cho rằng họ đang trên bờ vực thất bại. Thất bại của lực lượng dân quân chỉ được cứu vãn nhờ sự hỗ trợ của quân đội Nga, bao vây hàng nghìn quân Ukraine và buộc họ phải rút lui. Dân quân sau đó đã lấy lại các điểm chiến lược như Savur-Mohyla và Sân bay quốc tế Luhansk.
Vào tháng 9 năm 2014, lực lượng Dân quân Nhân dân DNR và LNR trở thành Quân đoàn 1 và Quân đoàn 2 của Lực lượng vũ trang thống nhất Novorossiya (tiếng Nga: Объединённые Вооруженные Силы Новороссии ; từ viết tắt NAF), vốn là quân đội của Novorossiya (liên bang), với tổng tư lệnh là Trung tướng Ivan Korsun. Chương trình thành lập Novorossiya bị dừng lại vào tháng Năm năm 2015 do những bất đồng nội bộ, tuy nhiên lực lượng dân quân của hai tỉnh sẽ vẫn hoạt động như một lực lượng thống nhất.
Ngày 2/2/2015, người đứng đầu Nhà nước DPR, Alexander Zakharchenko, đưa ra tuyên bố bổ sung thêm 10.000 quân tình nguyện, và mục tiêu là mở rộng lực lượng dân quân lên 100.000 người.
Tháng Ba năm 2015, ước tính lực lượng dân quân có quân số khoảng 30.000 đến 35.000 người.

Chính phủ Ukraine vào giữa năm 2015 tuyên bố có khoảng 42.500 chiến binh thuộc phe ly khai, trong đó có 9.000 binh sĩ Nga.

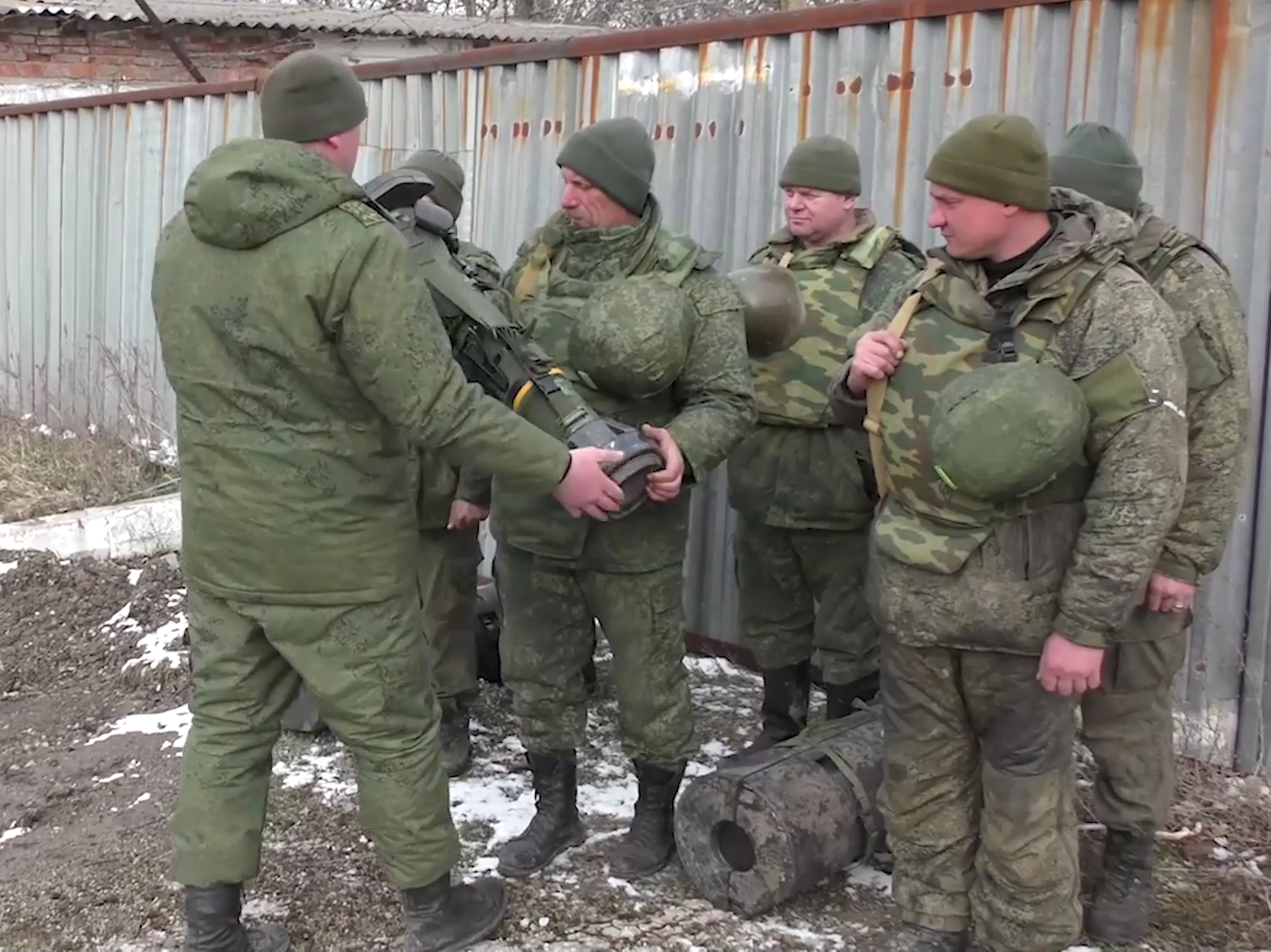
Lực lượng dân quân được trang bị các vũ khí thu giữ được của Ukraina.

## Cơ cấu tổ chức

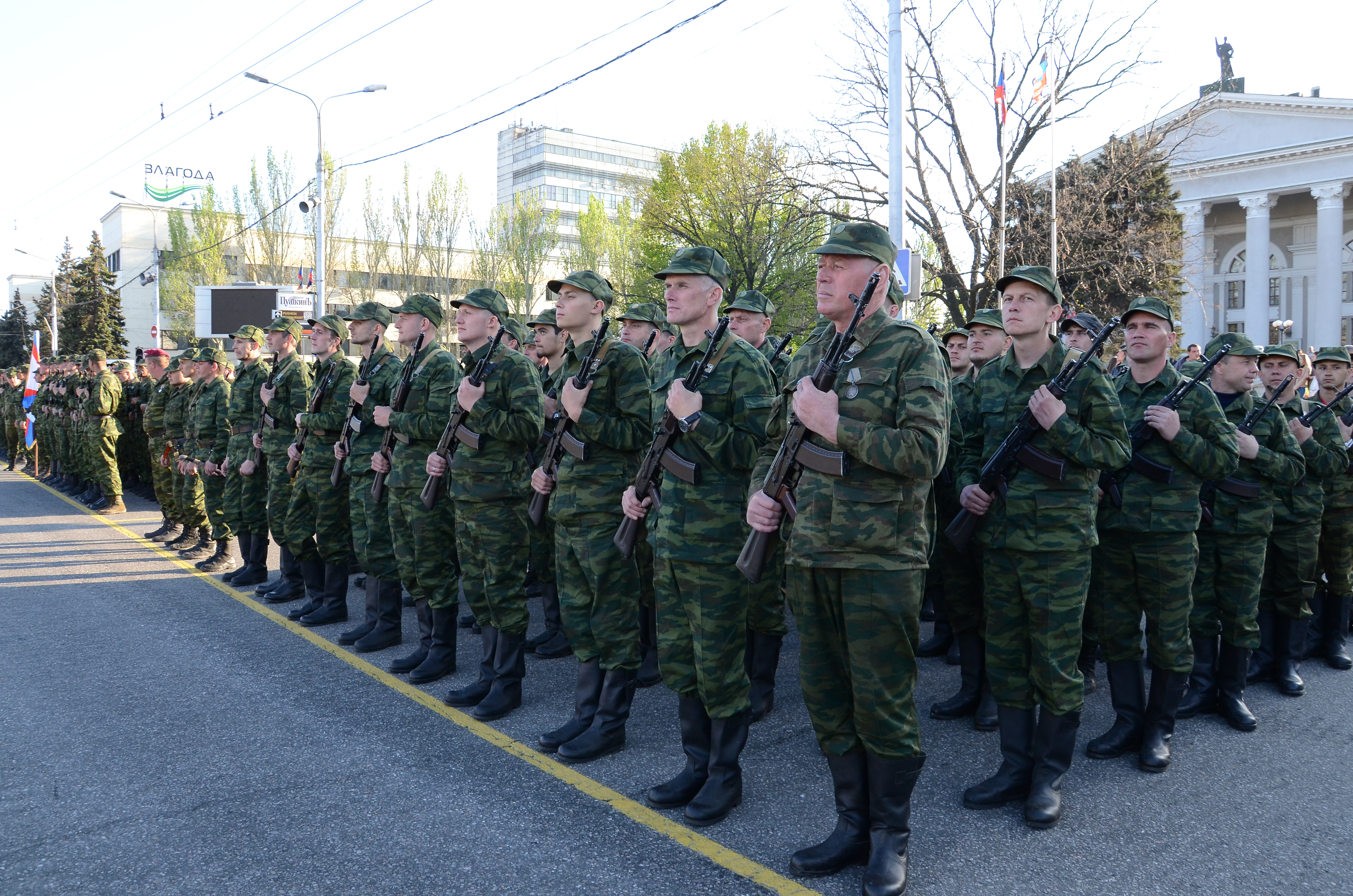
Lực lượng dân quân DPR trong buổi lễ mừng ngày chiến thắng Phát xít năm 2015, Donetsk

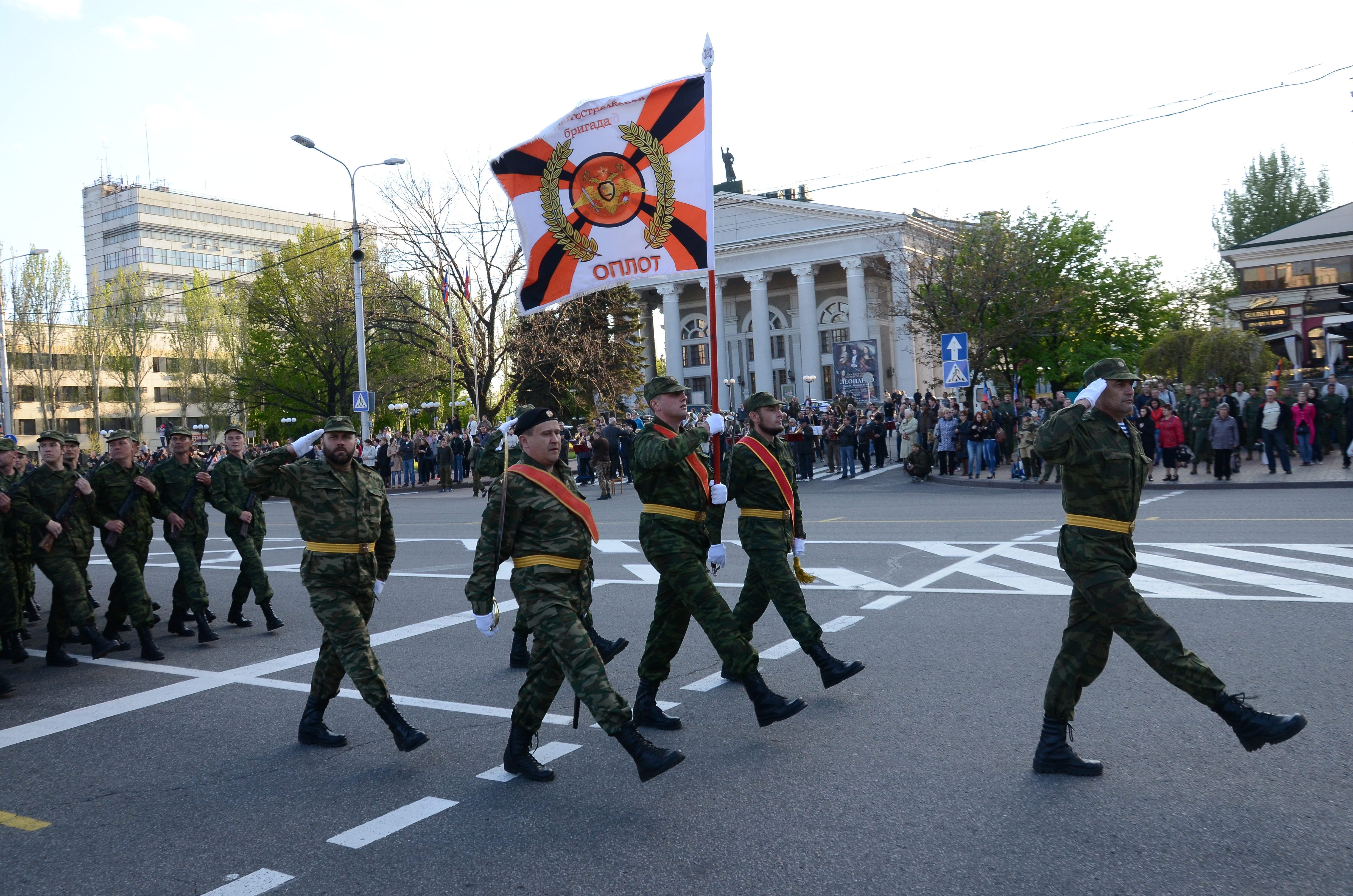
Tiểu đoàn Oplot diễu binh trong ngày chiến thắng Phát xít

Lực lượng dân quân bao gồm các nhóm vũ trang khác nhau, tuyên thệ trung thành với Cộng hòa Nhân dân Donetsk và Cộng hòa Nhân dân Luhansk. Các nhóm khác là lực lượng tự trị.

Lá cờ của Tiểu đoàn Sparta

### Cộng hòa Nhân dân Donetsk
Dân quân Nhân dân Cộng hòa Nhân dân Donetsk (tiếng Nga: Народная милиция Донецкой Народной Республики, n.đ. 'People's Militia of the Donetsk People's Republic'), hay Quân đoàn 1 (DPR) – Thành lập ngày 14/11/2014.
- Lực lượng dân quân
  - Trung đoàn Slavyansk số 1 (tiếng Nga: 1-ая Славянская бригада) – Trung đoàn được thành lập và chỉ huy là Igor "Strelkov" Girkin. Sau đó tên thật của ông được tiết lộ là Igor Girkin, một cựu quân nhân và cựu đặc vụ FSB sinh ra ở Moscow.[64][65]
  - Trung đoàn AA
  - Cụm quân Danube
  -  Diesel Battalion (tiếng Nga: Батальон «Дизель») – Trung đoàn xe tăng độc lập được hình thành vào năm 2015, trang bị xe tăng Liên Xô như T-72B1.[66][67]
  - Dome Group
  - Horlivka Group
  - Trung đoàn bộ binh độc lập Oplot số 5 (tiếng Nga: Батальон «Оплот», meaning "Bulwark Battalion") – Trung đoàn trưởng đầu tiên là Alexander Zakharchenko.[68][69] Ban đầu nó là tiểu đoàn độc lập Donbas, và mở rộng thành trung đoàn vào tháng 9 năm 2014.[70]
  - Kolchuga Group
  -  Russian Imperial Legion (tiếng Nga: Имперский легион) là cánh tay quân sự của Phong trào Đế quốc Nga, một tổ chức dân tộc chủ nghĩa Chính thống da trắng thượng đẳng của Nga đã tuyển mộ hàng nghìn người để chiến đấu cho phe ly khai.[71][72][73] Tổ chức này đã bị Canada và Hoa Kỳ công nhận là một phong trào khủng bố vì có liên hệ với những kẻ khủng bố theo chủ nghĩa phát xít mới.[74]
  - Novoazovsk Group
  - Oplot Group
  - Reconnaissance Battalion
  -  Tiểu đoàn Sparta (tiếng Nga: Батальон «Спарта») – Tiểu đoàn lực lượng đặc biệt được thành lập và chỉ huy bởi Arsen Pavlov, được gọi là Motorola, cho đến khi ông bị ám sát vào năm 2016. Người kế nhiệm ông là Vladimir Zhoga (biệt danh Voha), đến từ Sloviansk.[75] Zhoga thiệt mạng trong trận chiến vào tháng 3 năm 2022, cha của anh, Artem Zhoga thay thế anh làm chỉ huy Tiểu đoàn Sparta.[76]
  -  Tiểu đoàn độc lập số 1-nhóm chiến thuật "Somalia" hay Tiểu đoàn Somalia (tiếng Nga: Батальон «Сомали») – Là nhóm chiến thuật, chỉ huy: Trung tá Mikhail Tolstykh, còn được biết đến dưới mật danh Givi cho đến khi anh bị ám sát năm 2017.[77] Chỉ huy Tiểu đoàn hiện nay là Trung tá Timur Kurilkin.[78]
  - Typhoon unit
- Lực lượng đặc biệt
  - Tiểu đoàn Khan số 1
  - Tiểu đoàn số 3
  -  DShRG Rusich (tiếng Nga: ДШРГ «Русич») – Đại đội thuộc loại lực lượng đặc biệt liên kết với Tập đoàn Wagner do Điện Kremlin hậu thuẫn.[79] chỉ huy: Aleksey Milchakov.[80] Được tạo thành từ các lính tình nguyện người Nga cực hữu và lính tình nguyện từ các nước châu Âu.[81]
    - Reconnaissance unit Zimargl[82]

  -  Kalmius Brigade (tiếng Nga: Бригада «Кальмиус») – Lữ đoàn đặc biệt chỉ huy: Sergei Petrovskiy.[83]
  - Rapid Response Team
  - Vostok Brigade (tiếng Nga: Бригада «Восток») – Lữ đoàn đặc biệt được thành lập và chỉ huy bởi Alexander Khodakovsky.[84][85] Lữ đoàn có người tình nguyện nước ngoài đến từ Nga và Bắc Ossestia.[86] Begun as a battalion, as of June 2014 it had about 500 men, according to Khodakovsky.[86] It later expanded to a brigade.[87]
- Rear forces
  - Engineering Battalion
  - Patriotic Forces of Donbas[88] (tiếng Nga: Патриотические силы Донбасса)
  - Electric Warfare unit
  - Steppe Battalion (tiếng Nga: Батальон «Степь»)[89]
  - DPR Republican Guard (tiếng Nga: Республиканская гвардия ДНР) – Đơn vị tinh nhuệ thành lập bởi Alexander Zakharchenko ngày 12/1/2015.[90][91] Chỉ huy Thiếu tướng Ivan Kondratov, biên chế sáu tiểu đoàn và có tổng số quân khoảng hơn 3.000.[91]
  -  Slavic Unification and Revival Battalion hay Tiểu đoàn Svarozhich – quân số 1.200 người, thành viên của Trung đoàn Vostok.[92][93]
  - Repair Battalion
  -  International Brigade "Pyatnashka" (tiếng Nga: Бригада «Пятнашка», hay "Trung đoàn số 15") – Trung đoàn quốc tế chỉ huy: Akhra Avidzba, biệt hiệu Abkhaz. Đơn vị này trấn giữ Marinka.[94]
  - Support Battalion
  -  Mariupol-Khingan Naval Infantry (tiếng Nga: Мариупольско-Хинганский морская пехота) – Thành lập năm 2016. Tên được đặt theo Sư đoàn súng trường cờ đỏ số 221 Mariupol-Khingan trong World War II.
  -  Vikings Battalion – Đơn vị thành lập từ năm 2015.
  - DPR Security Service Battalion (tiếng Nga: Батальон службы безопасности Донецкой народной республики).[83]
  - Horlivka Group
- Territorial defence
  - 1st Battalion
  -  2nd Territorial Defense Battalion "Miner's Division" (tiếng Nga: Шахтёрская дивизия).
  - 3rd Battalion
  - 4th Battalion
  - 5th Battalion
  - 6th Battalion
- Militia Regiments
  - 1252nd regiment (from Mordovia) [95]
  - 1439th regiment [95]

### Cộng hòa nhân dân Luhansk
Lực lượng dân quân Cộng hòa nhân dân Luhansk (tiếng Nga: Народная милиция Луганской Народной Республики, n.đ. 'People's Militia of the Luhansk People's Republic'), hay Quân đoàn cận vệ số 2 (LPR)– Thành lập từ ngày 7/10/2014.
- Lực lượng dân quân
  - 1st Separate Mechanized Brigade "August" hay Tiểu đoàn Tháng Tám– Tiểu đoàn xe tăng duy nhất của lực lượng dân quân CHND Luhansk.[66]
  - Trung đoàn cơ giới cận vệ số 2 đặt theo tên Kliment Voroshilov.[96]
  -  Trung đoàn cơ giới cận vệ số 4 4th Guards Motorized Rifle Brigade
  -  4th Separate Motorized Rifle Brigade
  -  6th Separate Cossack Motorized Rifle Brigade đặt theo tên Ataman Matvei Platov.
  - 7th Chistyakovskaya Motorized Rifle Brigade
  -  Zarya Battalion (tiếng Nga: Батальон «Заря», "Tiểu đoàn hoàng hôn") – Chỉ huy đầu tiên là Igor Plotnitsky.[97] Hiện chỉ huy là Andrei Patrushev.
  - AA Battalion
  - Artillery Brigade
  - Command Regiment
  -  Cossacks Motorized Brigade – Đơn vị tình nguyện Don Cossack chỉ huy: Rashid Shakirzanov.[63] Trung đoàn có quân số 4.000 người và có pháo binh và xe thiết giáp.[63] Từ tháng 5 đến tháng 11 năm 2014, chỉ huy của Trung đoàn là Ataman Nikolai Kozitsyn.[63][98] Tháng 11 năm 2014 chỉ huy trung đoàn là Shakirzanov.[63] Trụ sở trung đoàn đặt tại Antratsyt.[63] Ban đầu, nhóm này được Bộ Ngoại giao Hoa Kỳ xác định là Spetsnaz GRU sau khi tiếp quản hội đồng thành phố Sloviansk.[99]
  - Dawn Battalion
  - Tank Battalion
- Special forces
  - Leshiy Battalion (tiếng Nga: Батальон «Леший») – Tiểu đoàn lực lượng đặc biệt do Aleksey Pavlov chỉ huy.[100]
  - Recon Battalion
  - Special Forces Battalion
- Rear forces
  - Repair Battalion
  - Support Battalion
  -  First Cossack Regiment (tiếng Nga: Первый казачий полк) – Quân tình nguyện Don Cossack do Ataman Pavel Dryomov chỉ huy. Nhóm này có khoảng 1.300 chiến binh và trụ sở chính đặt tại Stakhanov.[63] Ban đầu là một phần của Lực lượng Vệ binh Quốc gia Cossack của Kozitsyn cho đến khi tách ra vào tháng 9 năm 2014.[63]
  -  Interbrigades – Trung đoàn tình nghuyệnn người Nga[101][102]
  - 7th Motorized Brigade
  -  Mechanized Brigade "Prizrak" hay Trung đoàn Prizrak (tiếng Nga: Бригада «Призрак») – Trung đoàn cơ giới chỉ huy: Yuri Shevchenko.
  - AA Battalion
  -  Continental Unit (tiếng Pháp: Unité Continentale) – Đơn vị tình nguyện gồm người Pháp, Serbi và Brazil.[103][104]
  -  DKO (tiếng Nga: ДКО – Добровольческий коммунистический отряд).[105][106]
  - Trung đoàn pháo binh
- Lực lượng phòng vệ lãnh thổ
  - Tiểu đoàn 17
  - Tiểu đoàn Ataman
  - Tiểu đoàn Kulkin
  - Tiểu đoàn Lishi
  - Tiểu đoàn Poid
  - Tiểu đoàn Prizrak
  - Tiểu đoàn Rim
  - Tiểu đoàn USSR Bryanka

## Chỉ huy
Cộng hòa nhân dân Donetsk
- Denis Pushilin
- Alexander Zakharchenko †
- Vladimir Kononov
- Eduard Basurin
- Pavel Gubarev[10] (former)

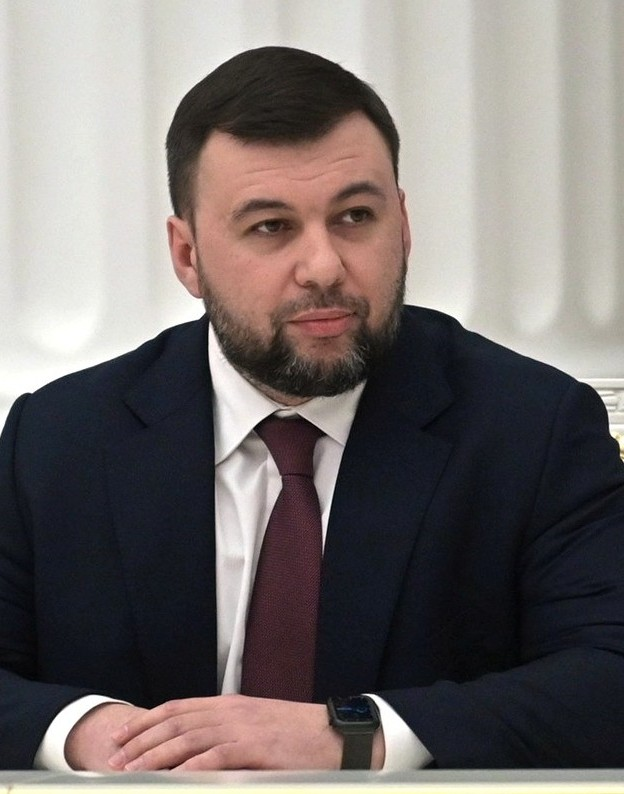
Tổng tư lệnh của Cộng hòa Nhân dân Donetsk, Denis Pushilin

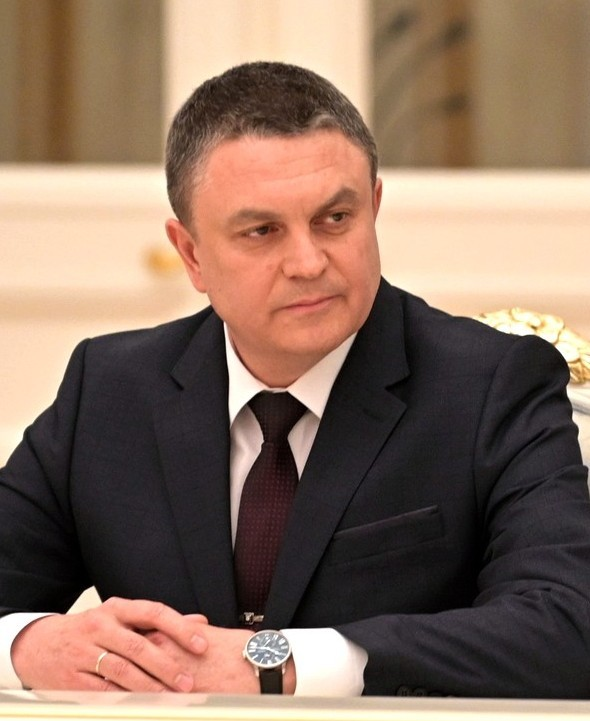
Tổng tư lệnh của Cộng hòa Nhân dân Lugansk, Leonid Pasechnik

- Sergei "Romashka" Zhurikov  †
- Alexander Khodakovsky
- Igor Bezler (former)
- Alexander Verin
- "Botsman"[107]
- Konstantin Kuzmin
- Sergei Petrovskiy
- Arsen "Motorola" Pavlov †
- Mikhail "Givi" Tolstykh[108] †
- Akhra Avidzba
- Ivan Milosevic
- Roman Kutuzov

 Cộng hòa nhân dân Luhansk
- Leonid Pasechnik
- Igor Plotnitsky (former)
- Valery Bolotov (former) †
- Nikolai Kozitsyn (former)
- Pavel Dryomov † (his car was blown up by unknown)[109]
- Aleksey Mozgovoy †
- Alexander Bednov †
- Yuri Shevchenko
- Oleg Bugrov[110][111].[112][113]

## Trang bị

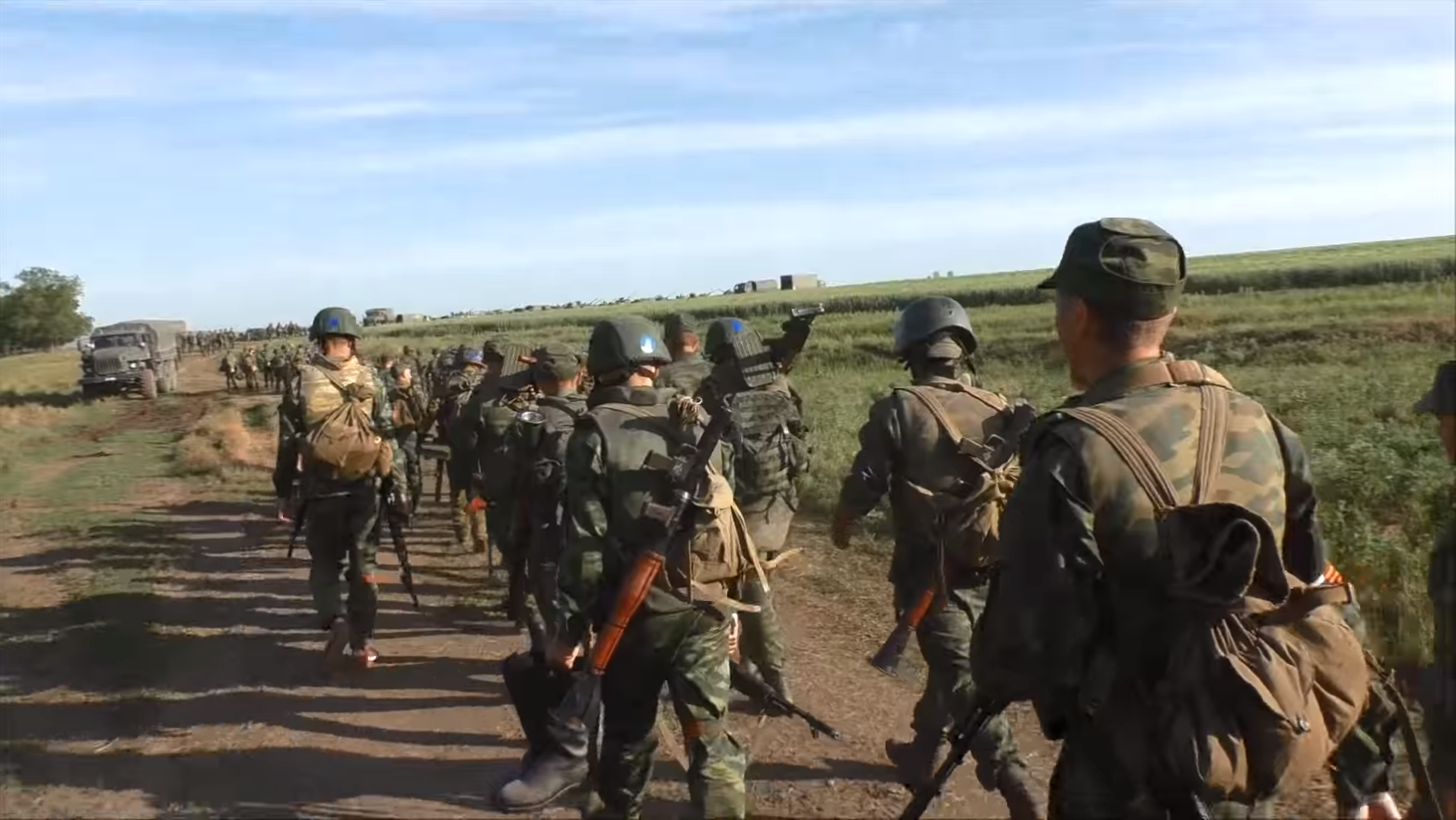
Tiểu đoàn Vikings với trang bị của Nga tháng 7 năm 2015

Theo tổ chức Armament Research Services (ARES), lực lượng dân quân phần lớn được trang bị các vũ khí có sẵn trong nước trước cuộc khủng hoảng Ukraine. Tuy nhiên, người ta cũng thấy họ trang bị những loại vũ khí vốn chưa từng xuất khẩu sang Ukraine, bao gồm một số mẫu thiết bị quân sự mới nhất của Nga. Theo lực lượng dân quân Cộng hòa nhân dân Donetsk, những trang thiết bị của lực lượng này thu được từ chính quân đội Ukraina. Tuy nhiên Chính phủ Ukraina và Hoa Kỳ phủ nhận điều này mà cho rằng vũ khí của lực lượng dân quân là do Nga cung cấp, bao gồm các bệ pháo phản lực phóng loạt hay xe tăng. Mặc dù các quan chức Nga phủ nhận việc cung cấp vũ khí cho dân quân.
Các trang thiết bị của Lực lượng dân quân có cả các phiên bản nâng cấp của xe tăng T-72 của Nga như T-72B3 và T-72BA, xe chiến đấu bộ binh BTR-82AM (được Nga bắt đầu trang bị từ năm 2013), xe bọc thép chở quân BPM-97, hệ thống phòng không Pantsir-S1, xe thiết giáp GAZ Vodnik (được Nga triển khai từ năm 2005), các phiên bản nâng cấp của xe MT-LB, ống phóng tên lửa nhiệt áp vác vai MRO-A, tên lửa chống tăng 9M133 Kornet, súng xuyên phá ASVK, súng bắn tỉa giảm thanh VSS Vintorez và các vũ khí khác.

## Huấn luyện

### Trường cao đẳng dành cho lực lượng vũ trang
Sĩ quan của lực lượng dân quân được đào tạo tại Trường Cao đẳng vũ trang Donetsk (The Donetsk Higher Combined Arms Command School) (tiếng Nga: Донецкого высшего общевойскового командного училища). Học viên từ cả Donetsk và Luhansk đều có thể ứng tuyển vào trường. Trường đào tạo cán bộ chỉ huy tương lai trong bốn lĩnh vực: trinh sát, lực lượng xe tăng, bộ binh và sĩ quan chính trị. Sau khi tốt nghiệp, các học viên được phong hàm trung úy.

### Trường trung học Huấn luyện thể chất quân sự

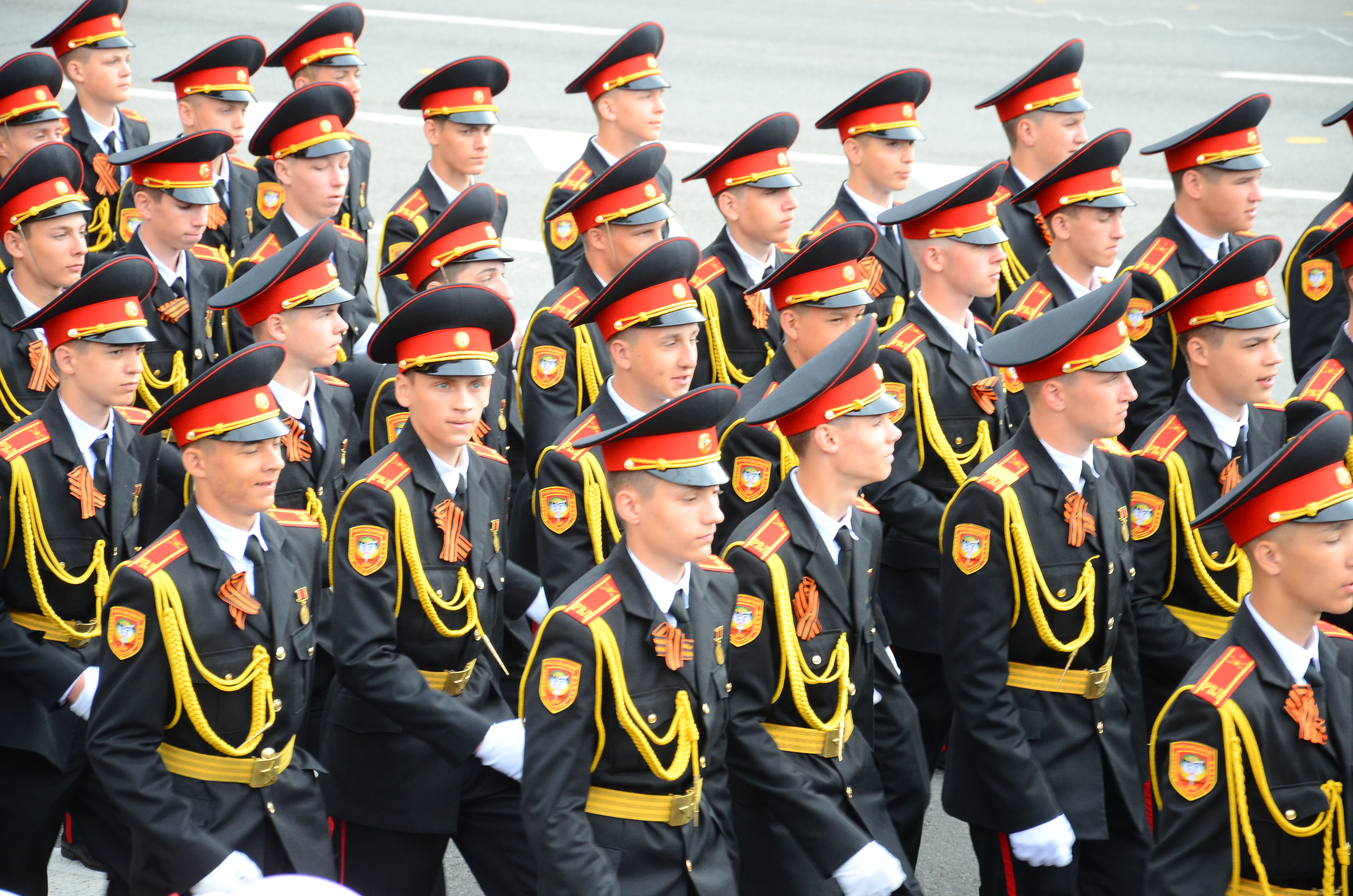
Học viên trường trung học quân sự đang diễu hành.

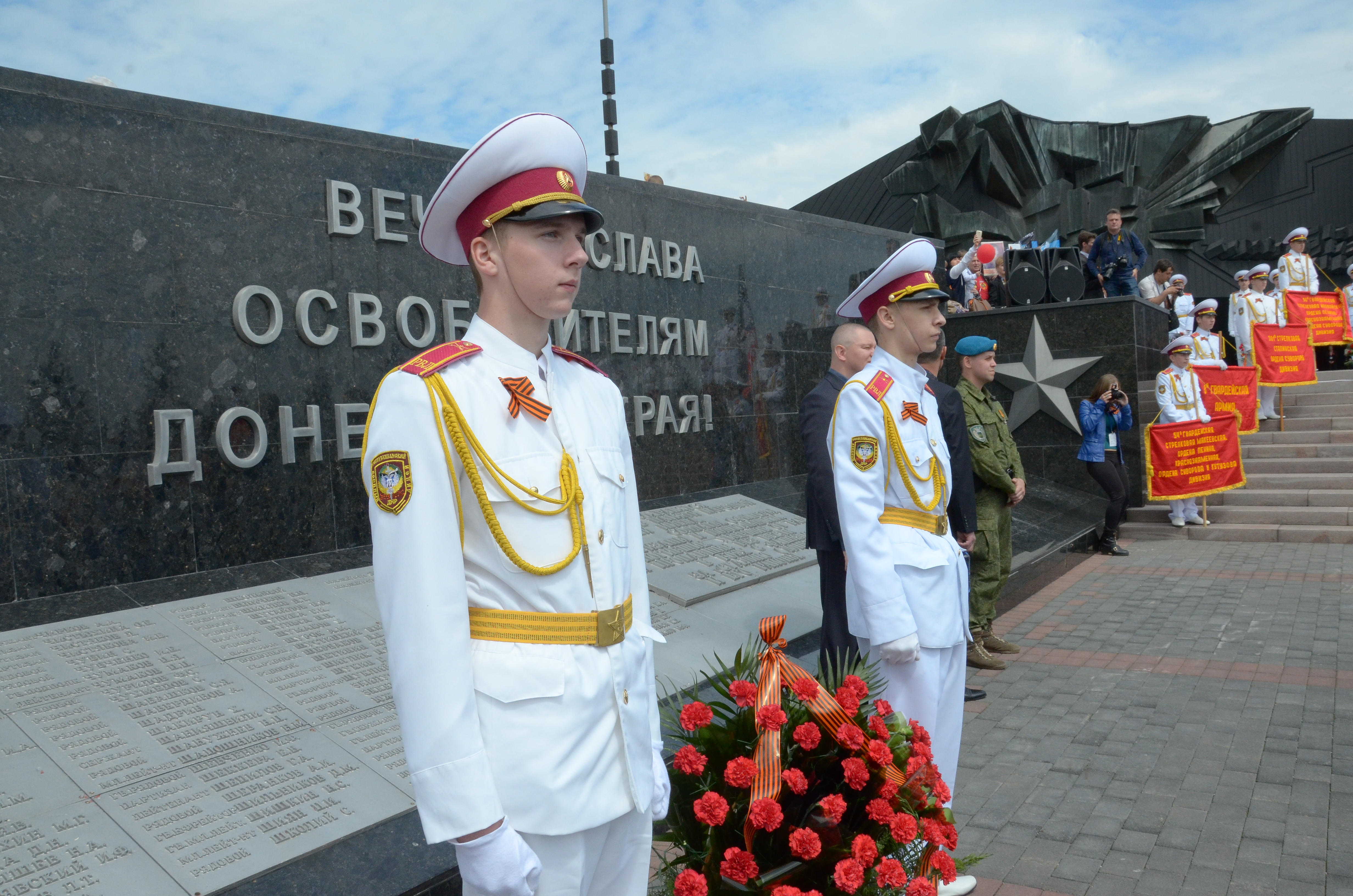
Học viên trường trung học quân sự trong trang phục nghi lễ.

## Quan hệ với Nga
Khi xung đột ngày càng gia tăng, Lực lượng Dân quân Nhân dân Donbas được tăng cường với nhiều quân tình nguyện từ các quốc gia Liên Xô cũ, chủ yếu là Nga; bao gồm cả các chiến binh từ Chechnya và Bắc Ossetia-Alania.
Theo chính phủ Ukraine và Bộ Ngoại giao Hoa Kỳ, Dân quân Nhân dân Donbas đã nhận được thiết bị quân sự từ Nga, bao gồm xe tăng Nga và nhiều bệ phóng tên lửa. Nga phủ nhận việc cung cấp vũ khí cho lực lượng dân quân và tuyên bố các công dân Nga chiến đấu trong hàng ngũ Dân quân Nhân dân Donbas là lính tình nguyện.